# Proechimys
Proechimys é um gênero de roedor da família Echimyidae.

## Espécies
- Proechimys brevicauda (Günther, 1877)
- Proechimys canicollis (J. A. Allen, 1899)
- Proechimys chrysaeolus (Thomas, 1898)
- Proechimys cuvieri Petter, 1978
- Proechimys decumanus (Thomas, 1899)
- Proechimys echinothrix da Silva, 1998
- Proechimys gardneri da Silva, 1998
- Proechimys goeldii Thomas, 1905
- Proechimys guairae Thomas, 1901
- Proechimys guyannensis (É. Geoffroy, 1803)
- Proechimys hoplomyoides (Tate, 1939)
- Proechimys kulinae da Silva, 1998
- Proechimys longicaudatus (Rengger, 1830)
- Proechimys magdalenae (Hershkovitz, 1948)
- Proechimys mincae (J. A. Allen, 1899)
- Proechimys oconnelli J. A. Allen, 1913
- Proechimys pattoni da Silva, 1998
- Proechimys poliopus Osgood, 1914
- Proechimys quadruplicatus Hershkovitz, 1948
- Proechimys roberti Thomas, 1901
- Proechimys semispinosus (Tome, 1860)
- Proechimys simonsi Thomas, 1900
- Proechimys steerei Goldman, 1911
- Proechimys trinitatus (J. A. Allen & Chapman, 1893)
- Proechimys urichi (J. A. Allen, 1899)